# Smile (пісня)
«Smile» — пісня української співачки Джамали, випущена як третій сингл на підтримку альбому співачки «For Every Heart», реліз якого відбувся в 2010 року. З цією піснею Джамала брала участь у національному відборі до міжнародного пісенного конкурсу «Євробачення 2011».

## Опис
Музика написана самою співачкою. Текст написаний Тетяною Скубашевської.
Smile - це форматна пісня для конкурсу «Євробачення 2011»: енергійна, запальна, настроєва.
Кліп на цю пісню зроблено на основі лялькової анімації. Всі декорації були створені художником-постановником Владом Рижковим.
Режисером кліпу виступив Макс Ксєнда, а оператором став Сергій Михальчук.

## Учасники запису
- Сусана Джамаладінова — автор музики, вокал, бек-вокал
- Тетяна Скубашевська — автор тексту
- Євген Філатов — продюсер